# Cyrtochilum volubile
Cyrtochilum volubile là một loài thực vật có hoa trong họ Lan. Loài này được Poepp. & Endl. mô tả khoa học đầu tiên năm 1836.